# Железнодорожный транспорт в Алжире
Железнодорожный транспорт в Алжире — сеть железных дорог в Алжире. Первые в Алжире железные дороги были построены в 1862 году
После обретения страной независимости Национальная компания французских железных дорог в Алжире изменила свой статус и название, и 16 мая 1963 года стала Национальной компанией алжирских железных дорог (SNCFA). Железные дороги управляются национальным оператором SNTF (фр. Société nationale des transports ferroviaires).

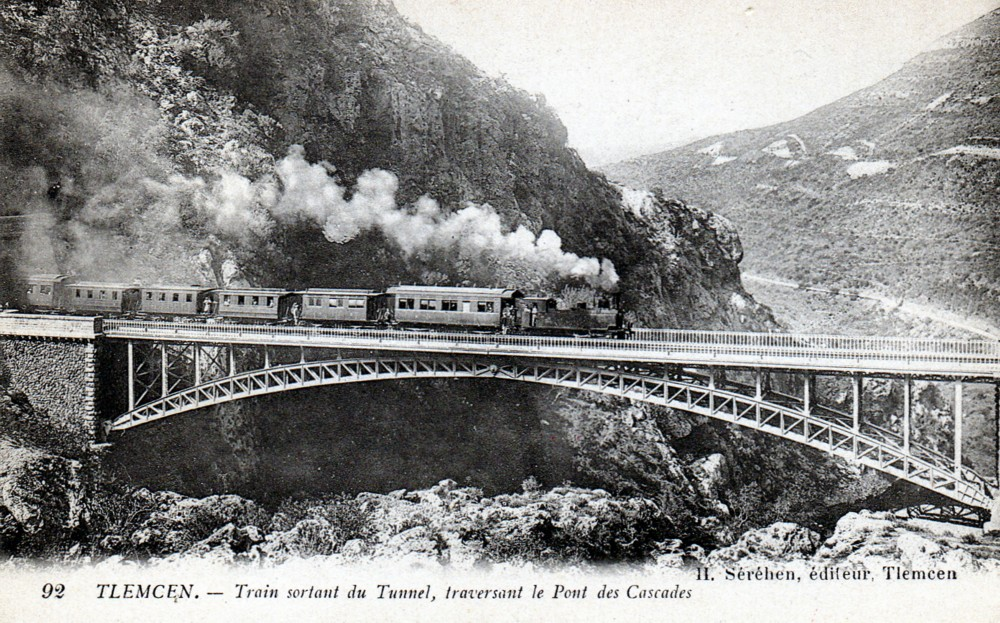

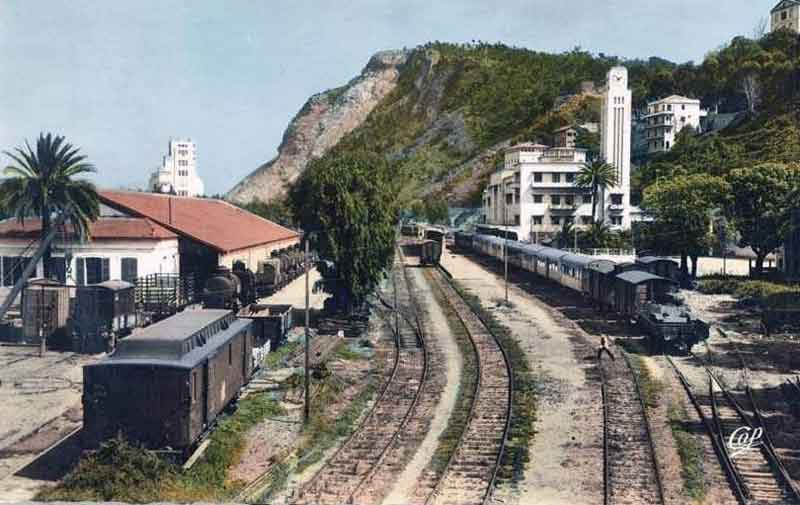
Железнодорожная станция в городе Скикда

## Основные характеристики
Длина сети железных дорог Алжира — 6300 км, из них электрифицированы — 324 км.
Европейская ширина колеи 1435 мм. В локомотивном парке тепловозы и электровозы. Пассажирские перевозки:	1269 миллионов пассажиро-километров (2014 г.) Основные грузы дороги: железная руда, фосфаты, уголь.

## Развитие железных дорог
Одним из основных проектов является высокоскоростная линия, которая должна соединить город Оран с алжирско-марокканской границей, проходя через Сиди-Бель-Аббес, Тлемсен и Магнию, протяженностью почти 200 км., с рабочей скоростью 220 км / ч (гористая местность). Этот проект логично стал бы в будущем одним из звеньев Транс-Магрибской железнодорожной линии. Проект, который должен был быть осуществлен в 2019 году, а затем в 2021 году, продвигается очень медленно, его стоимость превышает 2 миллиарда евро.
Второй крупный проект, который находится в стадии изучения, - это линия LGV, соединяющая Аннабу с Табаркой (северный Тунис), которая, со своей стороны, станет последним участком транс-Магрибского маршрута.

## Железнодорожные связи со смежными странами
- Тунис — да, одинаковая колея — 1435 мм.
- Марокко — нет, одинаковая колея — 1435 мм. Закрыта в 1990-х.
- Западная Сахара — нет, одинаковая колея — 1435 мм.
- Мавритания — нет, одинаковая колея — 1435 мм.
- Ливия — нет, одинаковая колея — 1435 мм.
- Мали — нет, изменение ширины колеи с 1435 мм на 1000 мм.
- Нигер — нет.

## Подвижной состав

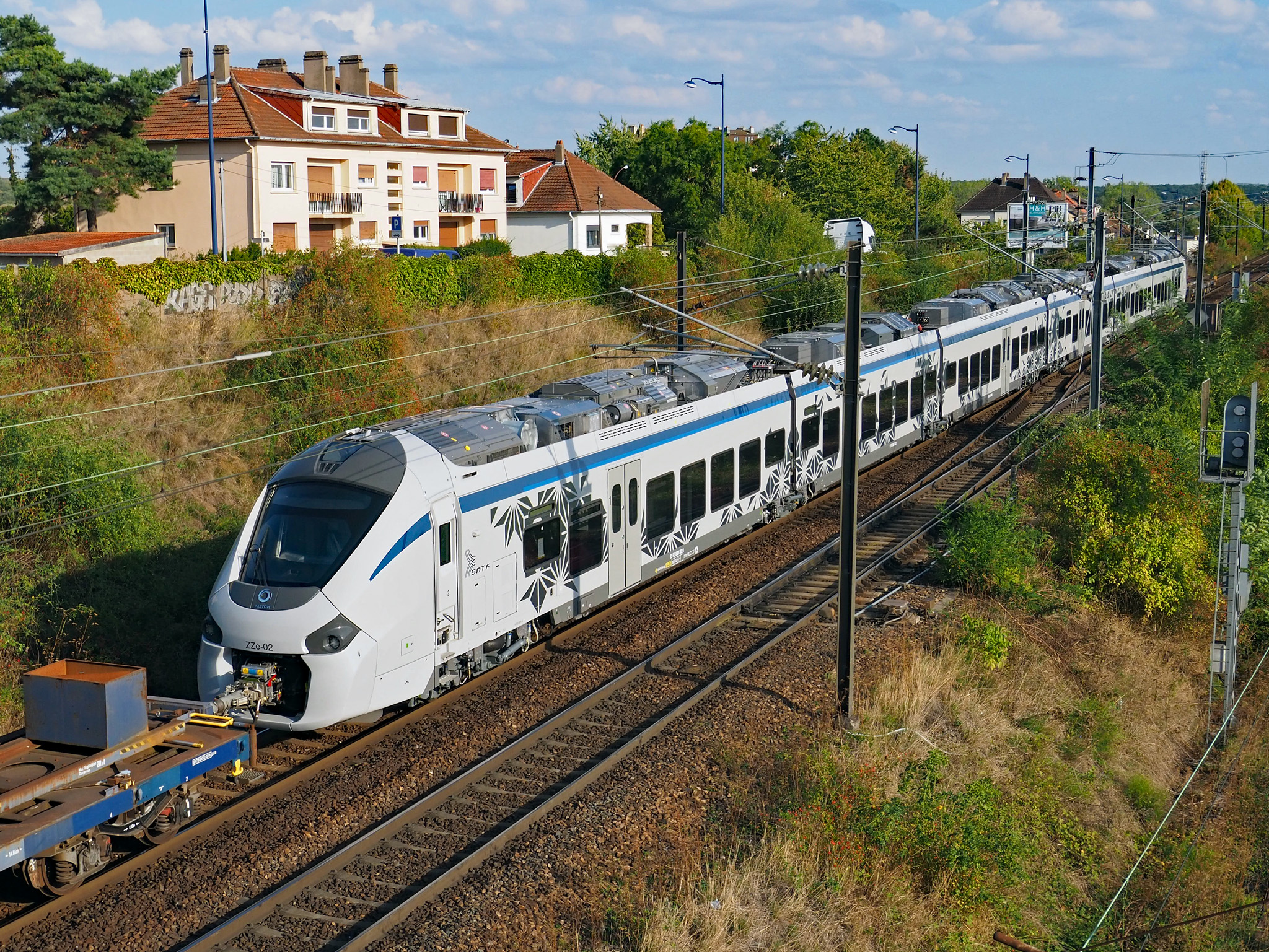
Магистральный Alstom Coradia.
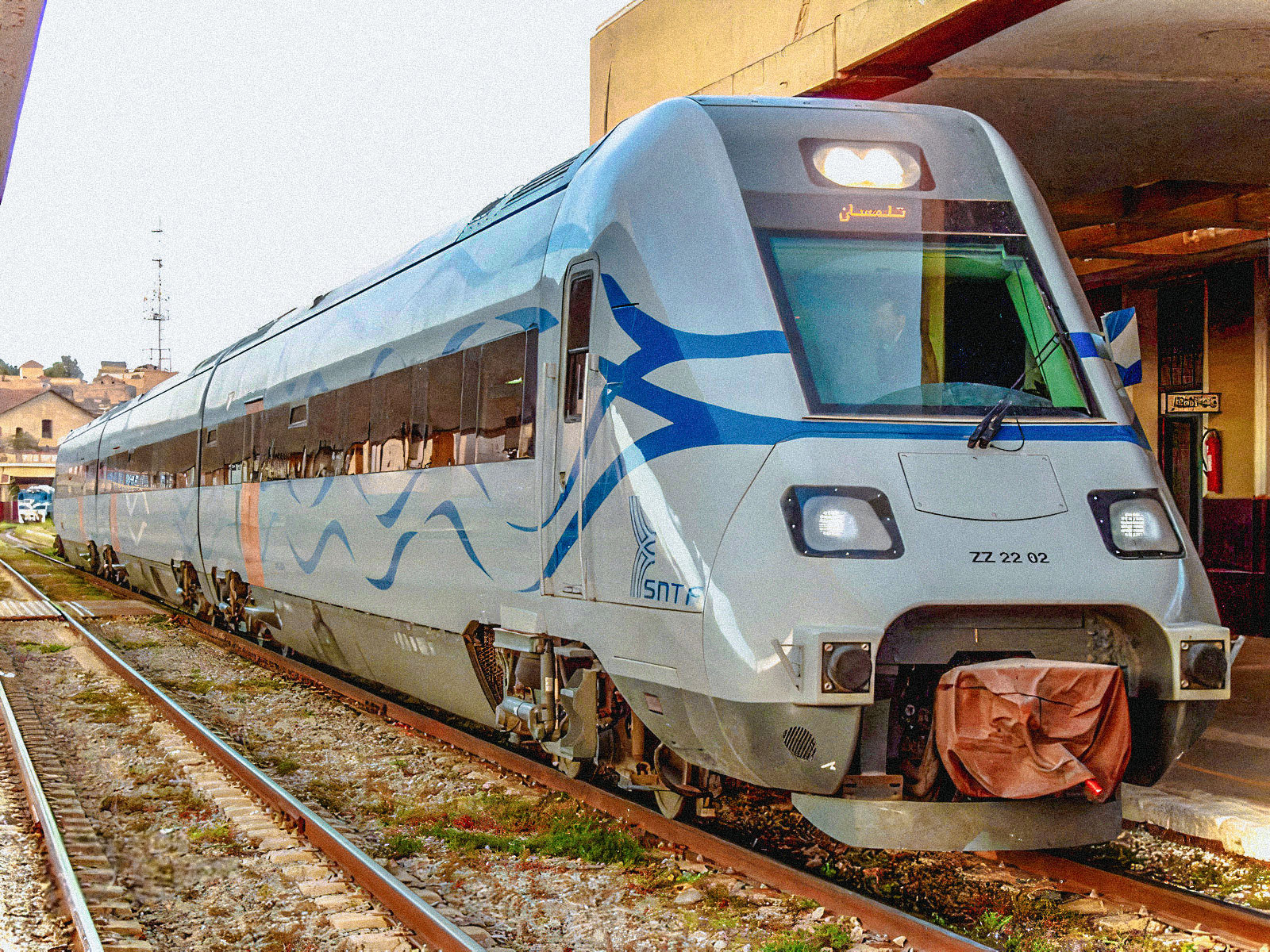
Региональный CAF TDMD S/599.
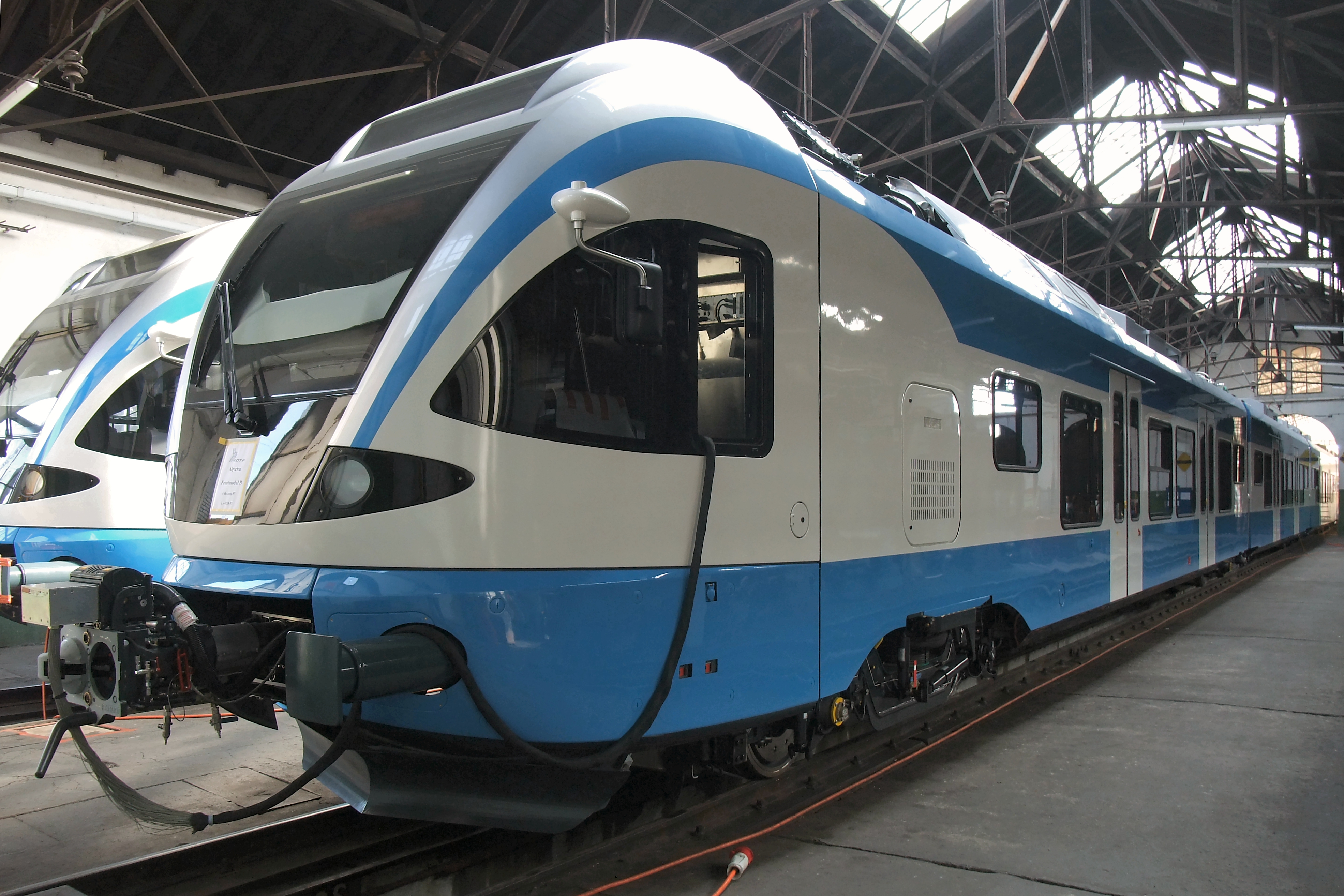
Stadler FLIRT на пригородной железной дороге.
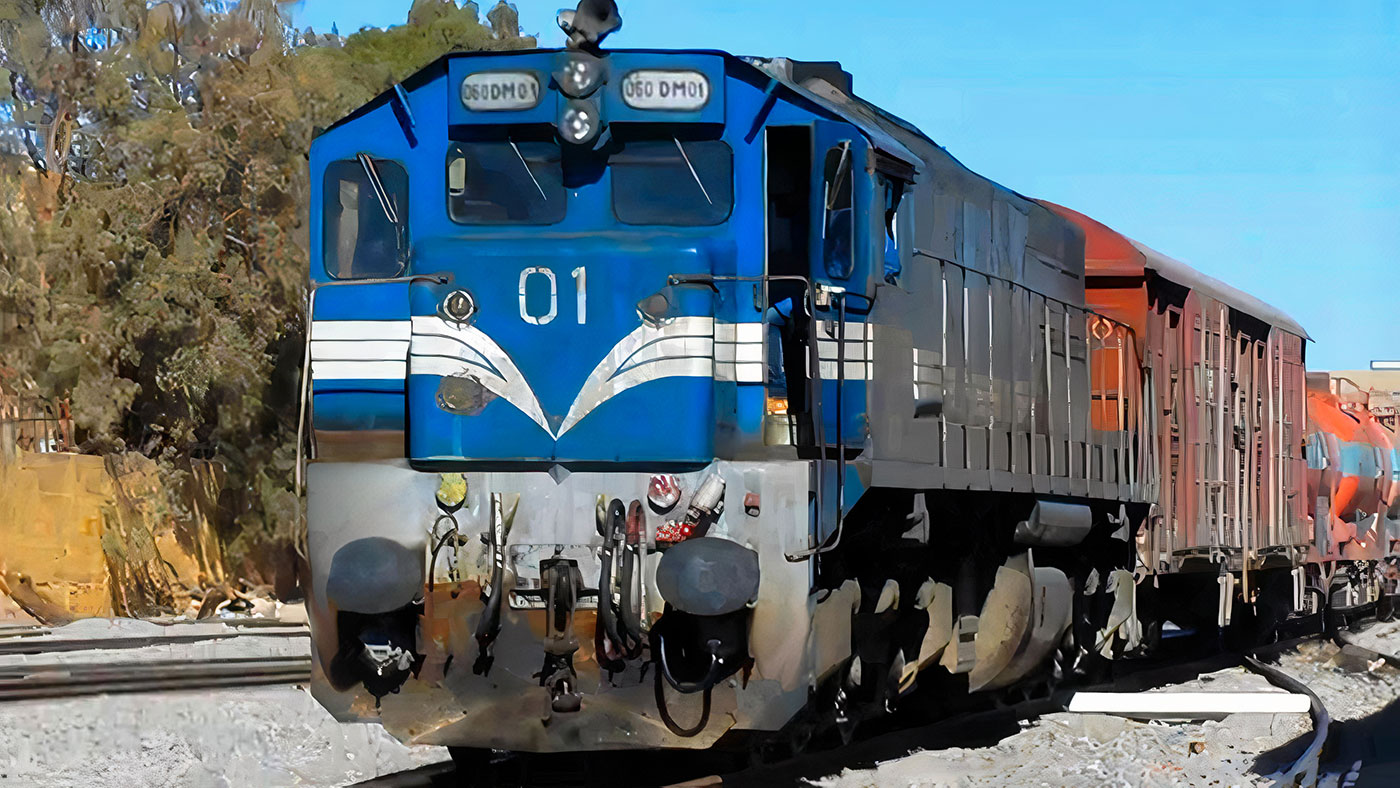
Локомотив EMD GM GT26HCW2A с грузом.
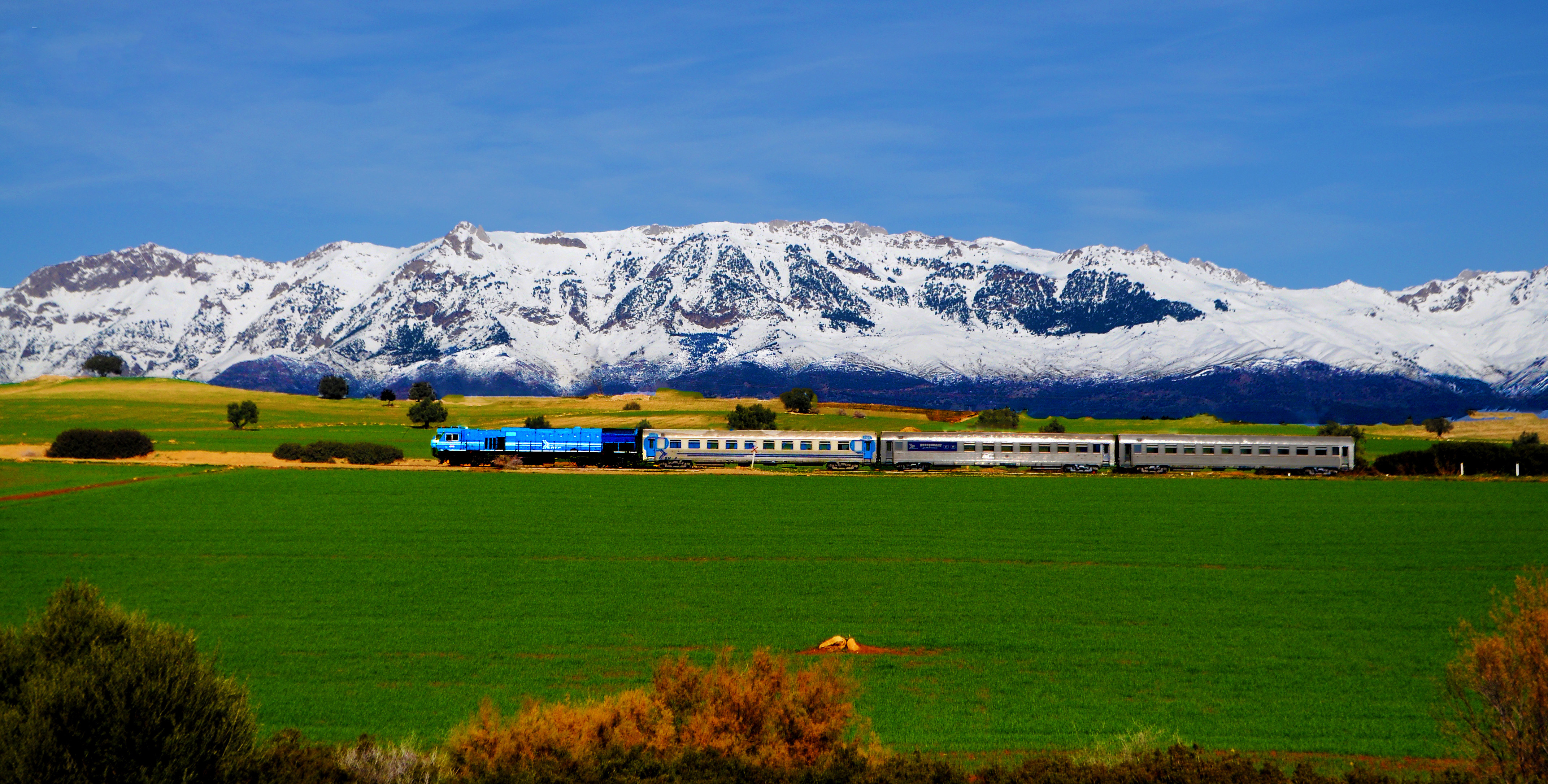
Локомотив GT36HCW со своими вагонами.
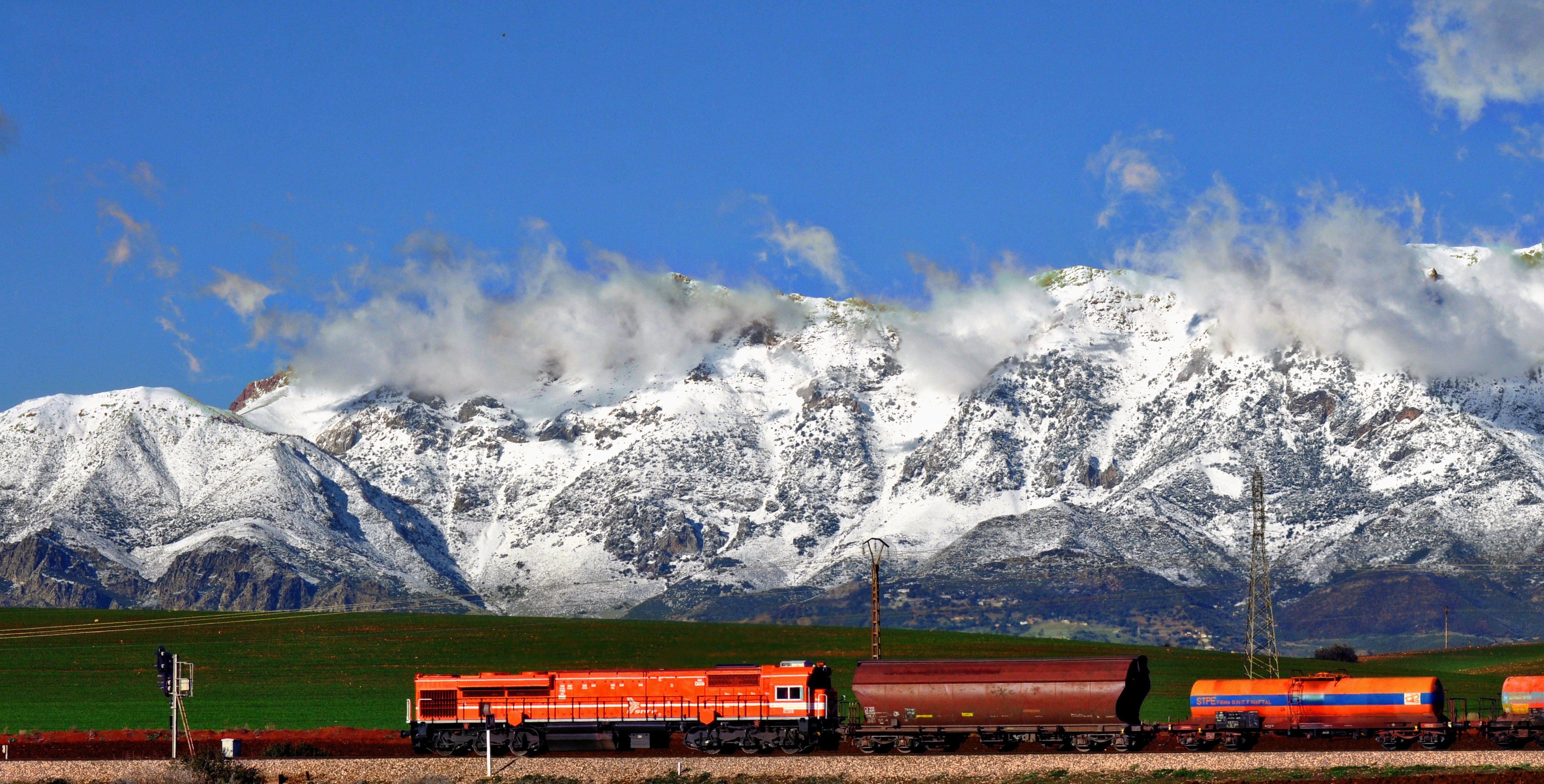
Грузовой поезд